# Lista roșie a IUCN
Lista roșie a IUCN, creată în 1964, reprezintă inventarul cel mai complet al stării de conservare a speciilor de animale și plante, fiind cel mai bun indicator al stării biodiversității mondiale.

## Categoriile Listei roșii
- EX (extinct) – Dispărută, Extinctă;[2]
- EW (extinct in the wild) – Dispărută din sălbăticie, Extinctă în sălbăticie, Dispărută din natură;[2]
- CR (critically endangered) – În pericol critic de dispariție, În pericol mare de dispariție, Critic amenințată cu dispariția;[2]
- EN (endangered) – În pericol de dispariție, Amenințată cu dispariția;[2]
- VU (vulnerable) – Vulnerabilă;[2]
- NT (near threatened) – Aproape amenințată cu dispariția, Potențial amenințată cu dispariția;[2]
- LC (least concern) – Neamenințată cu dispariția, Cu probabilitate mică de dispariție;[2]
- DD (data deficient) – Date insuficiente;[2]
- NE (not evaluated) – Neevaluată, Starea de conservare nu a fost încă evaluată de IUCN.[2]

Categoriile Listei roșii a IUCN